# Давид Вінцоур
Дави́д Вінцо́ур (чеськ. David Vincour; *14 березня 1984, Брно, Чехословаччина) — чеський фігурист, що виступає у танцях на льоду в парі з Камілою Гайковою, це найкраща чеська танцювальна пара 2-ї половини 2000-х років.  
Вони — п'ятиразові чемпіони Національної першості з фігурного катання Чехії (2006—10, поспіль), двічі перемагали на турнірі «Меморіал Павла Романа», двічі були бронзовими призерами «Меморіалу Ондрея Непела», і один раз стали третіми на турнірі «Золотий ковзан Загреба» (2005).
У період 1999—2001 років Давид Вінцоур виступав за Австрію в парі з Барбарою Герцог, і вони двічі ставали чемпіонами країни серед юніорів.
Від сезону 2005/2006 на Чемпіонатах Європи та світу з фігурного катання пара Каміла Гайкова/Давид Вінцоур займає переважно невисокі місця. 
У сезоні 2009/2010 «на Європі» були 18-ми, у лютому 2010 року взяли участь у олімпійському турнірі танцювальних пар на XXI Зимовій Олімпіаді (Ванкувер, Канада, 2010), де посіли 21-у позицію (з 23 пар).

## Спортивні досягнення

### Результати за Чехію
(з К. Гайковою)
| Сезони/Змагання                                    | 2003/2004 | 2004/2005 | 2005/2006 | 2006/2007 | 2007/2008 | 2008/2009 | 2009/2010 |
| -------------------------------------------------- | --------- | --------- | --------- | --------- | --------- | --------- | --------- |
| Зимові Олімпійські ігри                            |           |           |           |           |           |           | 21        |
| Чемпіонати світу з фігурного катання               |           |           | 27        |           | 23        |           |           |
| Чемпіонати Європи з фігурного катання              |           |           | 19        | 17        | 17        | 17        | 18        |
| Чемпіонати світу з фігурного катання серед юніорів |           | 10        |           |           |           |           |           |
| Чемпіонати Чехії з фігурного катання               |           | 1J.       | 1         | 1         | 1         | 1         | 1         |
| Етапи Гран-Прі: «Cup of Russia»                    |           |           |           |           | 9         |           |           |
| Етапи Гран-Прі: «NHK Trophy»                       |           |           |           | 9         |           |           |           |
| Етапи Гран-Прі: «Skate Canada»                     |           |           |           | 10        |           |           |           |
| Турніри: «Nebelhorn Trophy»                        |           |           | 10        |           |           | 6         |           |
| Меморіали Карла Шефера                             |           |           | 12        | 6         |           | 5         |           |
| Меморіали Ондрея Непела                            |           |           | 3         |           |           | 4         | 3         |
| Зимові Універсіади                                 |           |           |           |           |           | 12        |           |
| Меморіали Павла Романа                             |           |           | 1         |           | 1         |           |           |
| Турніри: «Золотий ковзан Загреба»                  |           |           | 3         |           | 7         |           |           |
| Етапи юніорського Гран-Прі, Сербія                 |           | 4         |           |           |           |           |           |
| Етапи юніорського Гран-Прі, Німеччина              |           | 7         |           |           |           |           |           |
| Етапи юніорського Гран-Прі, Хорватія               | 10        |           |           |           |           |           |           |
| Етапи юніорського Гран-Прі, Польща                 | 13        |           |           |           |           |           |           |

### Результати за Австрію
(з Б. Герцог)
| Сезони/Змагання                                      | 1999/2000 | 2000/2001 |
| ---------------------------------------------------- | --------- | --------- |
| Чемпіонати світу з фігурного катання серед юніорів   | 28        | 22        |
| Чемпіонати Австрії з фігурного катання серед юніорів | 1         | 1         |